# 德桑帕拉多斯縣
9°48′48″N 84°2′56″W / 9.81333°N 84.04889°W
德桑帕拉多斯縣（西班牙語：Cantón de Desamparados），是哥斯達黎加的縣份，位於該國中部，由聖何塞省負責管轄，首府設於德桑帕拉多斯，始建於1862年11月4日，面積118.26平方公里，海拔高度1,161米，2011年人口208,411人，人口密度每平方公里1,762.31人。